# Radio Arabesque
A Radio Arabesque a nyugatnémet Arabesque együttes kilencedik nagylemeze, amely 1983-ban jelent meg. Speciális LP-ről van szó, mely egyszerre válogatás, és az akkori diszkódivatnak megfelelően egyveleg is. A legnépszerűbb Arabesque-dalokat az énekesnők rövid átvezető szövegei (például „This is my favourite Song.”) kötik össze. Énekesnők: Sandra, Michaela és Jasmin.

## A dalok

### City Side
1. Hello Mr. Monkey (Introduction) (Ben Juris / Benny Lux) 2.11
2. Why Do You Ride the High Horse (Jean Frankfurter / John Moering) 2.20
3. Six Times A Day (Jean Frankfurter / John Moering) 2.15
4. Pack It Up (Jean Frankfurter / John Moering) 2.39
5. Dance Dance Dance (Jean Frankfurter / John Moering) 2.40
6. Why No Reply? (Jean Frankfurter / John Moering) 3.41

### Tropical Side
1. Marigot Bay (Jean Frankfurter / John Moering) 3.25
2. Sunrise In Your Eyes (Jean Frankfurter / John Moering) 2.34
3. The Rebels of the Bounty (Jean Frankfurter / John Moering) 2.40
4. Surfing Bahama (Jean Frankfurter / John Moering) 2.22
5. Moorea (Jean Frankfurter / John Moering) 5.09

## Közreműködők
- Producer: Wolfgang Mewes